# 앨런 겔팬트
앨런 겔팬트(Alan Gelfant, 1957년 5월 21일 ~ )는 미국의 배우, 영화배우, 무대 연출가, 텔레비전 배우이다.
시러큐스에서 태어났다.

## 영화
- CSI 라스베가스 시즌4 (2003년) - 스캇 역
- 턴 오브 페이스 (2002년)
- 데저트 세인츠 (2002년)
- 라이프/드로잉 (2001년)
- 야생화 (1999년)
- 넥스트 스톱 원더랜드 (1998년)
- 더 데스트니 오브 마티 파인 (1996년)
- 크로우 2 - 천사의 도시 (1996년)
- 포스 투 킬 (1994년)
- 그냥 파 봤어 (1992년)